# Lista de governadores portugueses de Tânger
Tânger é uma cidade situada no atual Marrocos. Quando os portugueses começaram sua expansão colonial tomando Ceuta em decorrência de sua pirataria em 1415, Tânger sempre foi um objetivo principal. Eles não conseguiram capturá-la em 1437, 1458 e 1464, mas ocuparam-na sem oposição em 28 de agosto de 1471 depois que a sua guarnição fugiu ao saber da conquista de Arzila.

## Lista de governadores
| Nome                                                                      | Retrato | Mandato                    | Ref.          |
| ------------------------------------------------------------------------- | ------- | -------------------------- | ------------- |
| João, Marquês de Montemor                                                 |         | 1471                       | [ 5 ]         |
| Rodrigo Afonso de Melo                                                    |         | 1471–1484                  | [ 5 ]         |
| Manuel de Melo                                                            |         | 1484–1487                  | [ 5 ]         |
| João de Meneses                                                           |         | 1486–1489                  | [ 6 ]         |
| Fernão Martins Mascarenhas                                                |         | 1487–1489 (?) (interino)   | [ 5 ]         |
| Manuel Pessanha                                                           |         | 1489 (?) – 1490 (interino) | [ 5 ]         |
| Lopo Vaz de Azevedo                                                       |         | 1490 (?) – 1501            | [ 5 ]         |
| Rodrigo de Castro                                                         |         | 1501–1502 (interino)       | [ 7 ]         |
| João de Meneses                                                           |         | 1501–1508                  | [ 8 ]         |
| Duarte de Meneses                                                         |         | 1508–1521                  | [ 9 ]         |
| Henrique de Meneses                                                       |         | 1521–1522                  | [ 10 ]        |
| Duarte de Meneses, o d'Évora (1.ª vez)                                    |         | 1522–1532                  | [ 11 ] [ 12 ] |
| Álvaro de Abranches                                                       |         | 1532–1533                  | [ 13 ]        |
| Gonçalo Mendes Sacoto                                                     |         | 1533–1536                  | [ 14 ]        |
| Duarte de Meneses, o d'Évora (2.ª vez)                                    |         | 1536–1539                  | [ 15 ]        |
| João de Meneses, o Púcaro                                                 |         | 1539–1546                  | [ 16 ]        |
| Francisco Botelho                                                         |         | 1546–1548                  | [ 17 ]        |
| Pedro de Meneses                                                          |         | 1548–1550                  | [ 18 ]        |
| João Álvares de Azevedo                                                   |         | 1550–1552                  | [ 19 ]        |
| Luís de Loureiro                                                          |         | 1552–1553                  | [ 20 ]        |
| Fernando de Menezes                                                       |         | 1553                       | [ 21 ]        |
| Luís da Silva de Meneses                                                  |         | 1553–1554                  | [ 22 ]        |
| Bernardim de Carvalho                                                     |         | 1554–1564                  | [ 23 ]        |
| Lourenço Pires de Távora                                                  |         | 1564–1566                  | [ 24 ]        |
| João de Meneses, o Craveiro                                               |         | 1566–1572                  | [ 25 ]        |
| Rui de Sousa de Carvalho                                                  |         | 1572–1573                  | [ 26 ]        |
| Diogo Lopes da Franca                                                     |         | 1573–1574                  | [ 27 ]        |
| António de Portugal                                                       |         | 1574                       | [ 27 ]        |
| Duarte de Meneses                                                         |         | 1574–1578                  | [ 28 ]        |
| Pedro da Silva                                                            |         | 1578                       | [ 29 ]        |
| Jorge de Mendonça                                                         |         | 1578–1581                  | [ 30 ]        |
| Francisco de Almeida                                                      |         | 1581–1590                  | [ 31 ]        |
| Belchior da Franca e Simão Lopes de Mendonça                              |         | 1590–1591                  | [ 32 ]        |
| Aires de Saldanha                                                         |         | 1591–1599                  | [ 33 ]        |
| António Pereira Lopes de Berredo                                          |         | 1599–1605                  | [ 34 ]        |
| Nuno de Mendonça, 1.º Conde de Vale de Reis                               |         | 1605–1610                  | [ 35 ]        |
| Afonso de Noronha                                                         |         | 1610–1614                  | [ 36 ]        |
| Luís de Meneses, 2.º Conde de Tarouca                                     |         | 1614                       | [ 37 ]        |
| Luís de Noronha e Meneses                                                 |         | 1614–1615                  | [ 37 ]        |
| João Coutinho, 5.º Conde de Redondo                                       |         | 1615–1616                  | [ 38 ]        |
| André Dias da Franca                                                      |         | 1616–1617                  | [ 39 ]        |
| Pedro Manuel                                                              |         | 1617–1621                  | [ 40 ]        |
| André Dias da Franca                                                      |         | 1621–1622                  | [ 41 ]        |
| Jorge de Mascarenhas, 1.º Marquês de Montalvão, 1.º Conde de Castelo Novo |         | 1622–1624                  | [ 42 ]        |
| Miguel de Noronha, 5.º Conde de Linhares                                  |         | 1624–1628                  | [ 43 ]        |
| Galaaz Fernandes da Silveira                                              |         | 1628                       | [ 44 ]        |
| Fernando de Mascarenhas, 1.º Conde da Torre                               |         | 1628–1637                  | [ 45 ]        |
| Rodrigo Lobo da Silveira, 1.º Conde de Sarzedas                           |         | 1637–1643                  | [ 46 ]        |
| André Dias da Franca                                                      |         | 1643–1645                  | [ 47 ]        |
| Caetano Coutinho                                                          |         | 1645–1649                  | [ 48 ]        |
| Luís Lobo, 11.º Senhor e 1.º Conde de Oriola, 7.º Barão de Alvito         |         | 1649–1653                  | [ 49 ]        |
| Rodrigo de Lencastre                                                      |         | 1653–1656                  | [ 50 ]        |
| Fernando de Meneses, 2.º Conde da Ericeira                                |         | 1656–1661                  | [ 51 ]        |
| Luís de Almeida, 1.º Conde de Avintes                                     |         | 1661–1662                  | [ 52 ]        |